# Tapinocyba abetoneensis
Tapinocyba abetoneensis là một loài nhện trong họ Linyphiidae. Chúng được Jörg Wunderlich miêu tả năm 1980.